# K. M. Peyton
K. M. Peyton, pseudonimo di Kathleen Wendy Herald Peyton (Birmingham, 2 agosto 1929 – 19 dicembre 2023), è stata una scrittrice statunitense.
È nota per la serie di romanzi Flambards, da cui è tratta la miniserie televisiva Nella casa di Flambards.